# Alex O'Loughlin
Alex O’Loughlin (Canberra, Austràlia, 24 d'agost de 1976) és un actor australià, escriptor, director i productor, que va interpretar el tinent comandant Steve McGarrett en el remake de la sèrie de televisió Hawaii Five-0 (2010-2020). Va tenir papers protagonistes a les pel·lícules Oyster Farmer (2004) i The Back-up Plan (2010), així com en sèries de televisió com Moonlight (2008) i Three Rivers (2009).

## Infantesa i joventut
És descendent d'irlandesos i escocessos. Son pare és físic i professor d'astronomia en Sydney i la seva mare és infermera.
O'Loughlin sofrí desordre obsessivo-compulsiu quan era nen. Es matriculà en el National Institute of Dramatic Art (NIDA) de Sydney en 1999 i es graduà en juny de 2002 després de completar un una llicenciatura d'Art Dramatic a temps complet de tres anys.

## Carrera
O'Loughlin va començar a treballar en curtmetratges i teatre marginal quan era adolescent a Sydney. Un dels seus primers treballs com a actor va ser un extra en un anunci, interpretant un Marine. Després de graduar-se a NIDA (Institut Nacional d'Arts Dramàtiques), va començar la seva carrera en produccions de televisió i cinema australianes. Alguns dels seus crèdits de televisió inclouen papers a BlackJack: Sweet Science, Love Bytes i White Collar Blue.
La seva carrera comença amb la pel·lícula australiana Oyster Farmer, de l'any 2004. Després aparegué en Man-Thing, Feed, i en la mini-sèrie australiana The Incredible Journey of Mary Bryant, per la qual va ser nominat Millor Actor Novell en Televisió dels premis Australian Film Institute Awards en 2005 i com a Actor Més Destacat en Sèries Dramàtiques de Logie Awards en 2006. O'Loughlin s'incorporà a l'equip d'actors de The Shield en 2007 com el Detectiu Kevin Hiatt, el nou membre de l'equip policial.
L'any 2005 se li va oferir el paper de James Bond, però va confirmar en una entrevista al The Daily Telegraph que odiava el paper, amb la qual cosa finalment l'ha interpretat en Daniel Craig.

## Vida personal
El primer fill d'O'Loughlin, Saxon, nasqué en 1997, d'una novia de la qual es va separar. En 2005 començà a sortir amb l'actiu i cantant Holly Valance. Es van separar en febrer de 2009.
El seu fill, Lion, de la relació amb la model i surfista Malia Jones, nasqué en 2012. O'Loughlin i Jones es casaren en Hawaii el 18 d'abril de 2014. Aquesta parella i els seus tres fills (O'Loughlin/Valance), (O'Loughlin/Jones) i Jones amb un matrimoni anterior) viuen en Hawaii, on Alex filmà Hawaii Five-0.
És l'actual ambaixador de Donate Life America.